# Дом-музей Марии и Юргиса Шлапялисов
Дом-музе́й Мари́и и Ю́ргиса Шлапя́лисов (лит. Marijos ir Jurgio Šlapelių namas-muziejus) — мемориальный музей в Вильнюсе на улице Пилес 40 (Pilies g. 40), посвящённый деятелям литовской культуры супругам Марии Шлапялене и Юргиса Шлапялиса. Открыт по средам — воскресеньям с 11 до 16 часов.

## История
Музей принадлежит самоуправлению города и располагается в здании — памятнике архитектуры XVII века. Дом приобрели в 1926 году супруги Шляпялисы — общественные деятели, пропагандировавшие в Вильне литовский язык, литовскую литературу и содержавшие литовский книжный магазин на улице Доминикону. На здании установлена мемориальная таблица с надписью на литовском языке. 

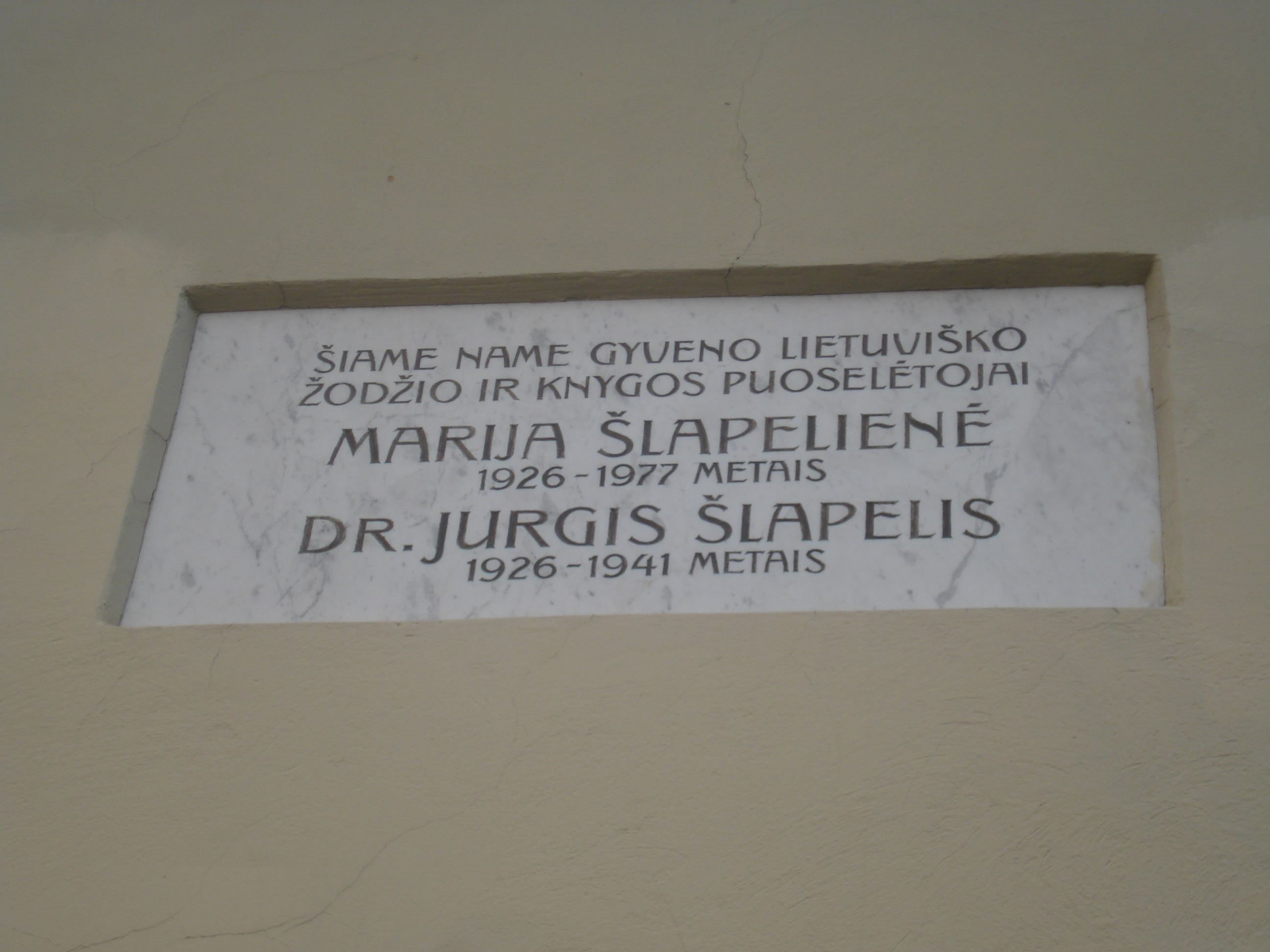
«В этом доме жили пестователи литовского слова и книги Мария Шлапялене в 1926—1977 годах Юргис Шлапялис в 1926—1941 годах»

После Второй мировой войны здание было национализировано, обращено в многоквартирный дом, было перестроено. В квартире, оставшейся Марии Шлапялене, и в подвале хранилось около 5—6 тысяч книг и иных изданий. С хозяйкой квартиры до её смерти в 1977 году общались и пользовались её собранием библиофилы, историки, театроведы.
После восстановления независимости Литвы дочь Шлапялисов Гражуте Шлапялите-Сирутене, проживавшая в США, в 1996 года восстановила права собственности на дом родителей. Исполняя завещание матери, она подарила его Вильнюсскому городскому самоуправлению с условием, чтобы в нём был устроен дом-музей Марии и Юргиса Шлапялисов. Музей был открыт после ремонта в том же году. Основу составили подаренные Гражуте Шлапялите-Сирутене семейные вещи, книги, документы, иконографический материал.
Дом-музей основан в 1991 году. В 1994 году была открыта экспозиция, знакомящая с бытом и деятельностью супругов, отражающая жизнь Виленского края в период от второй половины XIX века до 1940 года.

## Экспозиция
В собрании музея библиотека, архив, нумизматика, филателия, личные вещи Шляпялисов. В экспозиционном зале и в гостиной Шлапялисов (в подвале XVвека), помимо выставок, проводятся вечера, концерты, лекции, презентации книг и тому подобные мероприятия.